# 蘇埃羅科查山 (瓦羅奇里省)
11°54′45″S 76°13′08″W / 11.91250°S 76.21889°W
蘇埃羅科查山（Suyruqucha），是秘魯的山峰，位於該國中南部利馬大區，由瓦羅奇里區、聖達米安區和聖馬特奧區負責管轄，屬於秘魯中部山脈的一部分，海拔高度5,252米。